# حوت شمال الهادي الصائب
حوت شمال الهادي الصائب (الاسم العلمي: Eubalaena japonica) حوت باليني، ينتمي إلى جنس الحيتان الصائبة. يعتبر حوت شمال الهادي الصائب حالياً أكثر حيوان ثديي مائي معرض لخطر الانقراض بعد الانقراض العملي للبايجي في 2006.
كان حوت شمال الأطلسي الصائب منتشراً في المحيط الهادي خلال شريط يمتد من اليابان، ويمر عبر مضيق بيرنغ، وصولاً إلى سواحل أمريكا الشمالية حتى كاليفورنيا، بينما يندر رؤيته في مثل هذه المناطق في الوقت الحالي، ويتمركز بشكل عام في بحر أوخوتسك وشرق بحر بيرنغ.
تعرضت حيتان هذا النوع للصيد التجاري بكثرة، مما ساهم في انخفاض أعدادها بشكل كبير خلال القرن التاسع عشر، حيث قتل ما يقارب من 40000 حوت تقريباً في هذه الفترة. يعتقد أن أعدادها لا تتجاوز الخمسين في شرق الهادي، والمائة في غرب الهادي.

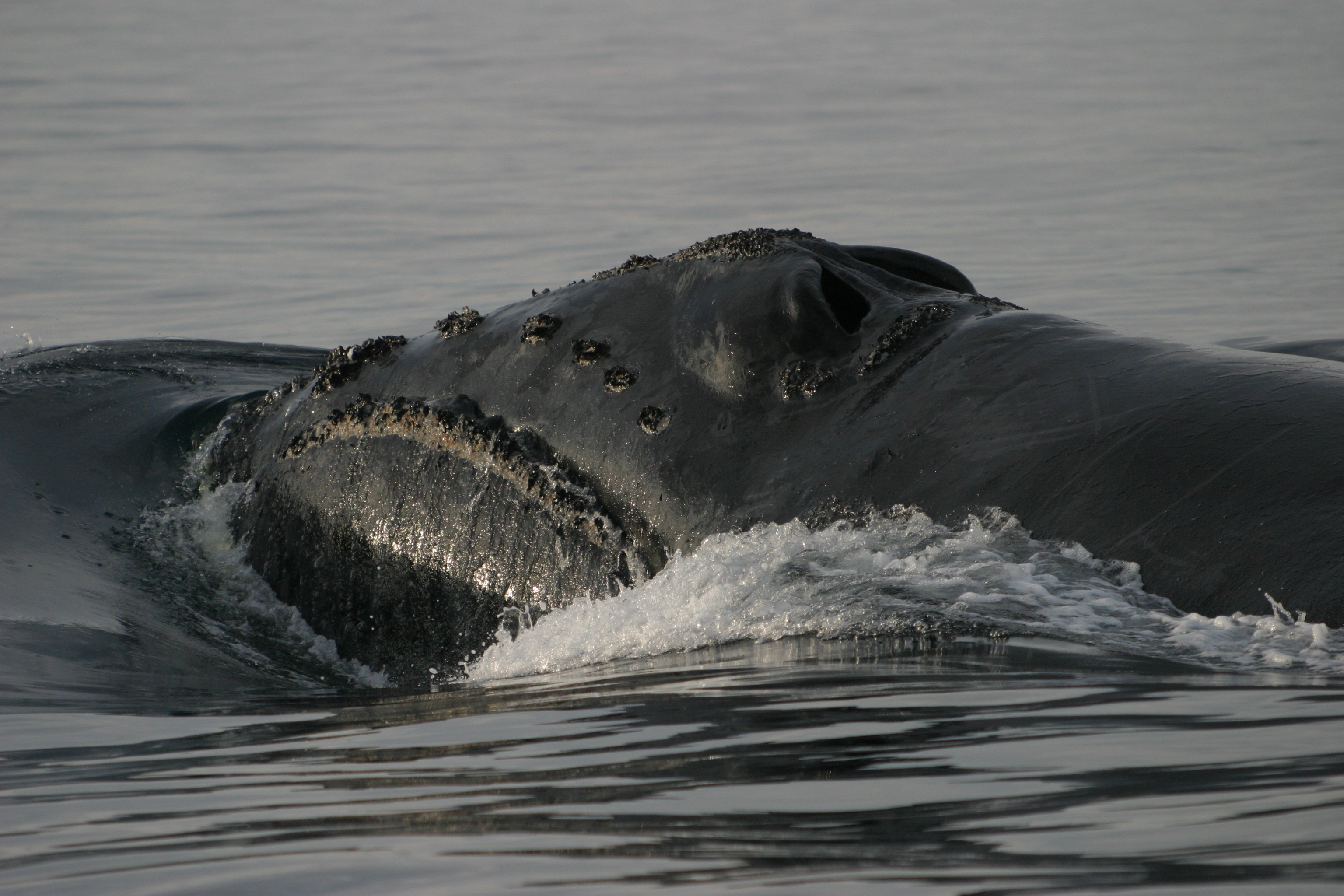